# Leptopholcus ngazidja
Leptopholcus ngazidja is een spinnensoort in de familie van de trilspinnen (Pholcidae). De spin behoort tot het geslacht Leptopholcus. De wetenschappelijke naam van de soort werd voor het eerst geldig gepubliceerd in 2011 door Huber.
De soort komt voor in Madagaskar en op de Comoren. Het mannelijke holotype had een lengte van 6,2 millimeter en leefde op een hoogte van 1050 meter.